# 630 (numero)
Seicentotrenta (630) è il numero naturale dopo il 629 e prima del 631.

## Proprietà matematiche
- È un numero pari.
- È un numero composto con 24 divisori: 1, 2, 3, 5, 6, 7, 9, 10, 14, 15, 18, 21, 30, 35, 42, 45, 63, 70, 90, 105, 126, 210, 315, 630. Poiché la somma dei suoi divisori (escluso il numero stesso) è 1242 > 630 è un numero abbondante.
- È un numero scarsamente totiente.
- È un numero triangolare, un numero esagonale e un numero 211-gonale.
- È parte delle terne pitagoriche (160, 630, 650), (216, 630, 666), (336, 630, 714), (392, 630, 742), (528, 630, 822), (600, 630, 870), (630, 840, 1050), (630, 1144, 1306), (630, 1248, 1398), (630, 1512, 1638), (630, 1976, 2074), (630, 2160, 2250), (630, 2800, 2870), (630, 3648, 3702), (630, 3944, 3994), (630, 4704, 4746), (630, 6600, 6630), (630, 11016, 11034), (630, 14168, 14182), (630, 19840, 19850), (630, 33072, 33078), (630, 99224, 99226).
- È un numero pratico.
- È un numero congruente.
- È un numero malvagio.

## Astronomia
- 630 Euphemia è un asteroide della fascia principale del sistema solare.
- NGC 630 è una galassia ellittica della costellazione dello Scultore.

## Astronautica
- Cosmos 630 è un satellite artificiale russo.